# Micromanagement (business)
Il micromanagement, nell'ambito del management, è uno stile manageriale in cui i dirigenti supervisionano e/o controllano in modo dettagliato il lavoro dei propri subordinati o dipendenti.
Il micromanagement è generalmente percepito in modo negativo. 
Le caratteristiche principali con cui identificare il micromanagement sono:
- analisi approfondita di ogni minimo dettaglio;
- controllo costante degli aspetti più marginali delle attività;
- fornitura continua di feedback;
- limitata propensione alla delega.

## Definizione
Il dizionario online Merriam-Webster definisce il micromanagement come un "modo di gestire caratterizzato da un controllo eccessivo o da un'attenzione esagerata ai dettagli". Dictionary.com lo descrive come una gestione o un controllo esercitati con troppa attenzione ai dettagli minori.
Il concetto di micromanagement può essere applicato anche ad altri contesti sociali, dove si manifesta attraverso atteggiamenti di bullismo o mobbing volti a esercitare un controllo o un'influenza eccessivi sui membri di un gruppo. Questa ossessione per i dettagli più insignificanti spesso compromette la capacità gestionale di individuare e affrontare le questioni di reale importanza.

## Caratteristiche
Piuttosto che fornire istruzioni generali sulle mansioni minori per poi concentrarsi sulla supervisione degli aspetti più rilevanti, il micromanager controlla e valuta ogni singolo passaggio di un processo aziendale, evitando di delegare le decisioni. Un micromanager tende a non voler che un subordinato prenda decisioni autonomamente, anche quando queste rientrano nei limiti della sua autorità.
Il micromanagement comporta spesso la richiesta di relazioni superflue e inutilmente dettagliate ("report mania"). Un micromanager tende a pretendere riscontri frequenti e minuziosi sulle prestazioni, focalizzandosi eccessivamente su aspetti procedurali irrilevanti (spesso in misura maggiore rispetto alla loro reale utilità), invece che su prestazioni complessive, qualità e risultati. Questo accanimento sui dettagli "di basso livello" finisce per rallentare le decisioni, offuscare obiettivi e finalità, limitare il flusso di informazioni tra i dipendenti e indirizzare i diversi aspetti di un progetto in direzioni divergenti e talvolta contraddittorie. Molti micromanager ritengono tali inefficienze meno gravi rispetto alla necessità di mantenere, o dare l’impressione di mantenere, il controllo.
È comune che i micromanager, in particolare quelli con tratti narcisistici e/o che agiscono deliberatamente per motivi strategici, delegano compiti ai subordinati per poi controllarne in modo eccessivo le prestazioni; ciò consente loro di attribuirsi il merito dei risultati positivi e di addossare la colpa di eventuali insuccessi ai subordinati. In questo modo delegano la responsabilità del fallimento, ma non l'autorità necessaria a prendere decisioni alternative che avrebbero potuto portare al successo o almeno attenuare l’insuccesso.
Nei casi più estremi, il micromanagement diventa una patologia gestionale strettamente legata al bullismo lavorativo e a comportamenti di tipo narcisistico. Esso presenta analogie con la dipendenza, poiché – sebbene molti micromanager siano, a livello comportamentale, dipendenti dal controllo sugli altri (sia come stile di vita che come mezzo per mantenerlo) – spesso non riconoscono tale dipendenza, nemmeno quando risulta evidente a chi li circonda. Alcuni casi gravi di micromanagement sono associati ad altri disturbi psicologici, come il disturbo ossessivo-compulsivo di personalità.
Anche se il micromanagement è spesso facilmente identificabile dai subordinati, i micromanager raramente si riconoscono in questa definizione. In una forma di negazione simile a quella presente nei disturbi da dipendenza, tendono a respingere le critiche e a descrivere il proprio stile gestionale con termini alternativi come "strutturato", "organizzato" o "perfezionista".